# Wagashi

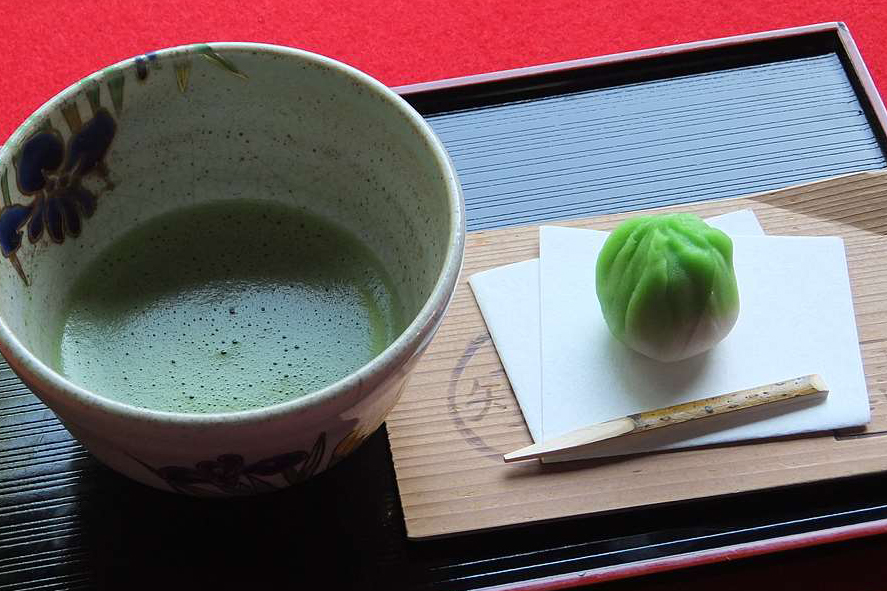
Wagashi servite în ceremonia japoneză a ceaiului

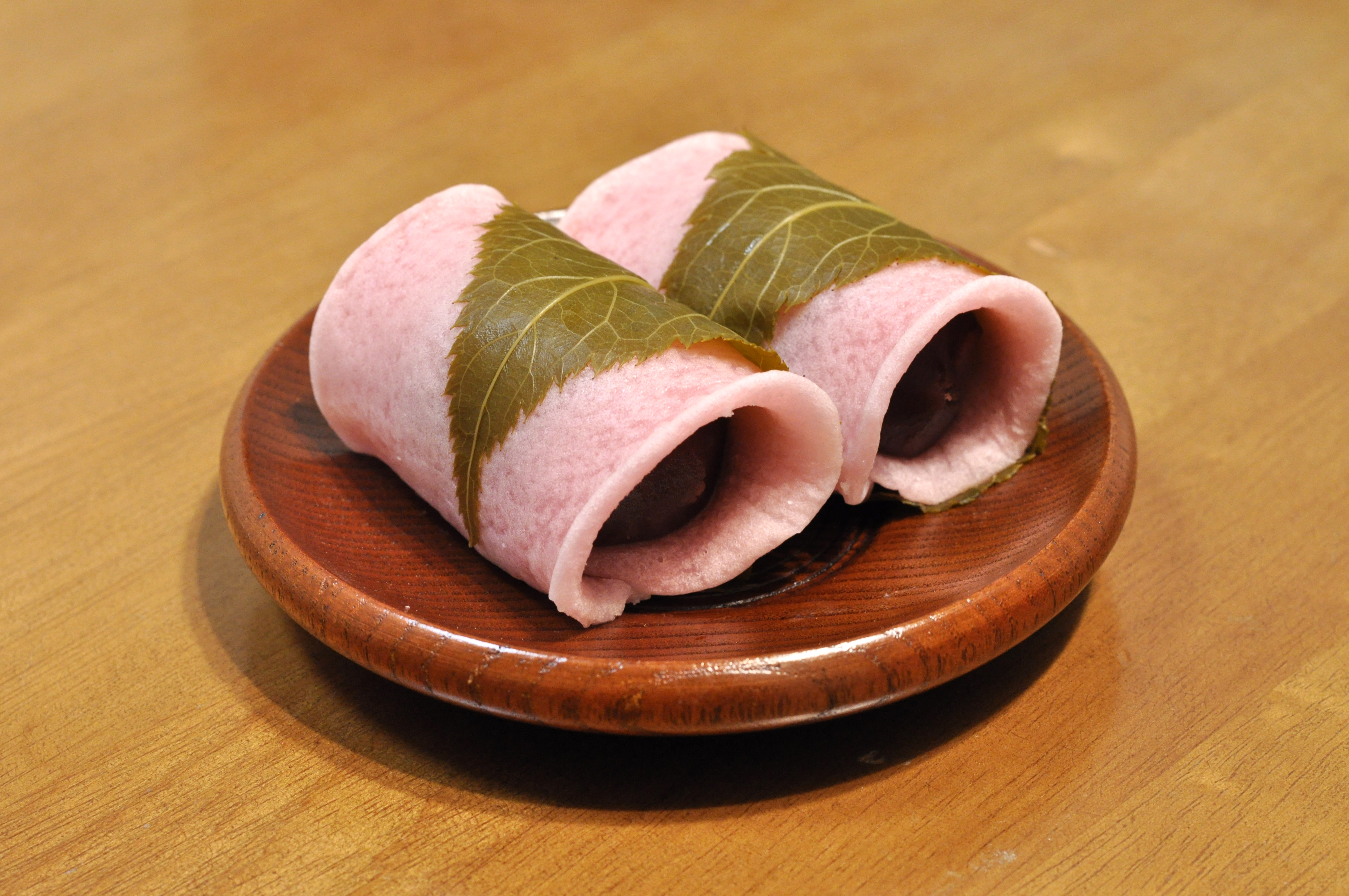
Sakuramochi

Wagashi (japoneză 和菓子, wa-gashi) este un desert tradițional japonez care se servește de obicei cu ceai verde, în special cele care au la bază mochi, anko sau fructe.
Wagashi se prepară de cele mai multe ori din ingrediente pe bază de plante. Printre ingredientele utilizate la preparare se numără: anko (pastă de fasole azuki), mochi (pe bază de orez), făină de orez, kanten (agar japonez), pastă de susan și castane.

## Istoric
În Japonia, termenul utilizat pentru dulciuri, 菓子 (kashi), făcea referire original la fructe și la nuci. Ulterior a crescut schimbul de zahăr dintre China și Japonia, iar zahărul a început să fie un ingredient comun spre finalul perioadei Muromachi. Sub influența introducerii ceaiului în Japonia, a patiseriei chineze și a dim sum, crearea wagashi a început în timpul perioadei Edo.